# Карачан, Ева Романовна
Ева Романовна Карача́н (1920—2000) — колхозница, Герой Социалистического Труда. Депутат Верховного Совета СССР 5 и 6 созывов.

## Биография
Родилась в деревне Вирище Кореличского района. В 1940—1941 трактористка Негневичской МТС Любчанского района Барановичской области. С 1953 по 1975 год — звеньевая по выращиванию льна колхоза «Новая жизнь» Кореличского района Гродненской области.
В 1958 году за высокие урожаи льна (8 ц. льносемян и 10 ц. волокна с гектара) удостоена звания Героя Социалистического Труда. Награждена орденами Ленина, Октябрьской Революции, Трудового Красного Знамени, медалями.